# Lamas (San Cristóbal de Cea)
Lamas (llamada oficialmente San Martiño de Lamas) es una parroquia y un lugar del municipio español de San Cristóbal de Cea, en la provincia de Orense, Galicia.

## Toponimia
La parroquia también es conocida por el nombre de San Martín de Lamas.

## Historia
Hacia mediados del siglo XIX, la parroquia, ya por entonces perteneciente a Cea, tenía contabilizada una población de 375 habitantes. Aparece descrita en el décimo volumen del Diccionario geográfico-estadístico-histórico de España y sus posesiones de Ultramar de Pascual Madoz con las siguientes palabras:

LAMAS (San Martin): felig. en la prov. y dióc. de Orense (4 leg.), part. jud. de Señorin en Carballino (1 1/4), ayunt. de Cea (3/4): sit. á la izq. del r. Arenteiro en una pequeña cuesta donde la combaten principalmente los vientos del N. y E.; el clima es templado y sano. Tiene 78 casas de piedra mampostería repartidas en los l. de Centrones, Lamas y San Martin. La igl. parr. dedicada á dicho santo está servida por un cura de entrada y provision nutual. Fué aneja esta parr. de la de Sta Eulalia de Longos hasta el año 1838, en que fué separada por disposicion del ob. D. Dámaso Iglesias. El cementerio se halla en el atrio de la igl. bien ventilado y sin perjudicar á la salud pública. Confina el térm. N. felig. de Lueda; E Cauda; S. Longos, y O. Lobanes. Le cruzan algunos r. que son el de Barcia que viene de Osera, en el que se incorpora otro que baja de la Gerbenza, y el denominado de Cea, el cual recibe á los anteriores. El terreno es de buena calidad, tiene algunas desigualdades poco considerables, buenas aguas de fuente y se halla fertilizado por el mencionado r. Barcia. Los caminos son locales y en buen estado: el correo se recibe de Cea. prod.: maiz, centeno, patatas, legumbres, castañas, hortaliza y frutas; hay ganado vacuno, de cerda, alguna caza y pesca de truchas y anguilas. ind.: la agrícola y molinos harineros. pobl.: 78 vec., 375 alm. contr.: con su ayuntamiento. (V.)
(Madoz, 1847, p. 51)

## Organización territorial
La parroquia está formada por tres entidades de población:
- Centrones  (Centrós)(Santrós)
- Lamas
- San Martín   (San Martiño)(San Martiño de Lamas)

## Demografía

### Parroquia
| Gráfica de evolución demográfica de Lamas (parroquia) entre 2000 y 2023 |
|                                                                         |
| Datos según el nomenclátor publicado por el INE.                        |

### Lugar
| Gráfica de evolución demográfica de Lamas (lugar) entre 2000 y 2023 |
|                                                                     |
| Datos según el nomenclátor publicado por el INE.                    |